# Biesland (Maastricht)
Biesland is een woonwijk in het zuidwesten van de Nederlandse stad Maastricht en maakt deel uit van de buitenwijk Maastricht-Zuidwest. Het is een van de 44 officiële buurten binnen de gemeente Maastricht. De dubbelwijk Biesland-Campagne geldt als relatief welvarend en heeft een groene, enigszins landelijke uitstraling.

## Ligging en bevolkingssamenstelling

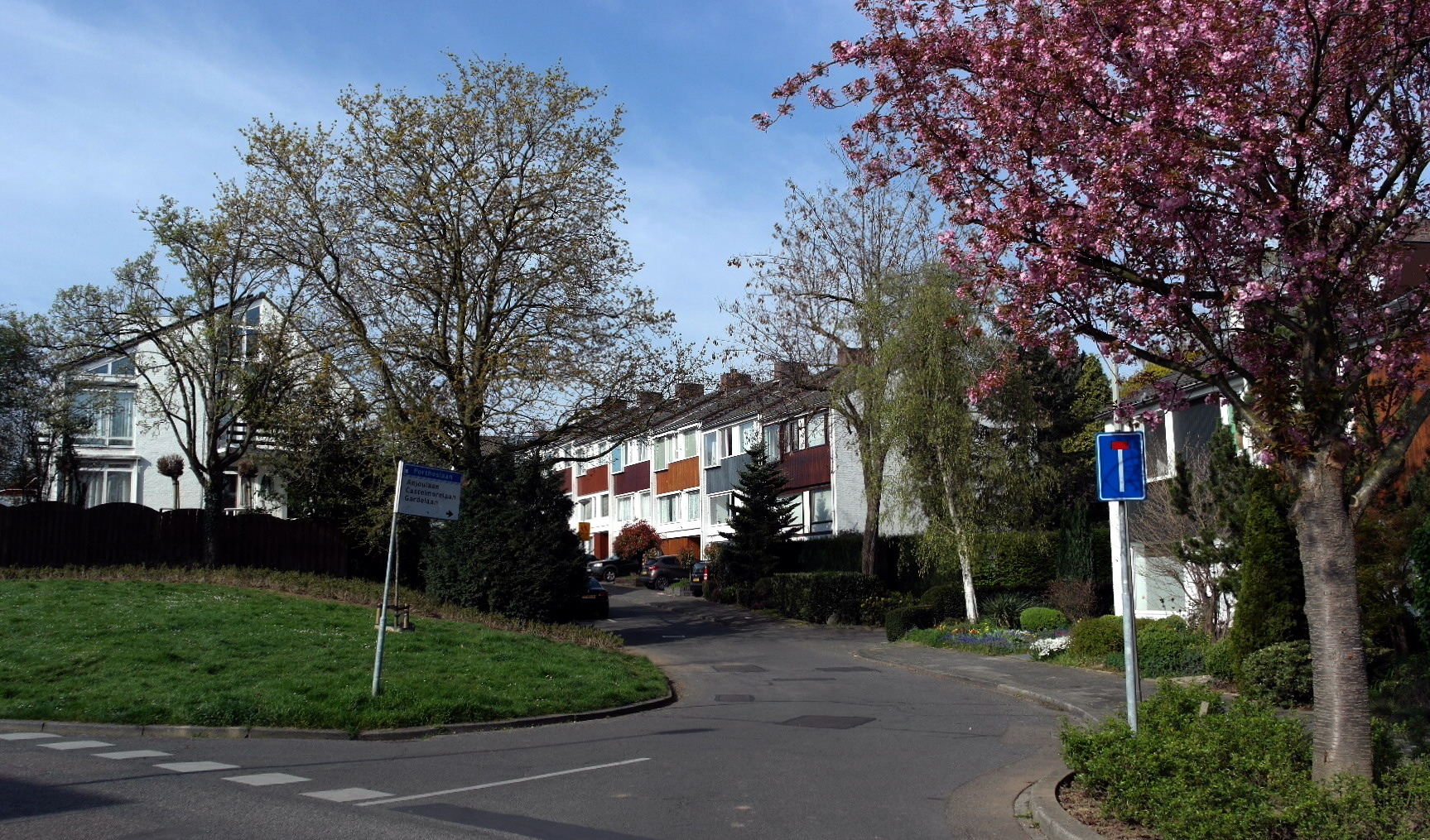
Typische straat in Biesland

Biesland wordt begrensd door de buurten Jekerkwartier, Jekerdal, Sint Pieter, Campagne en Mariaberg. Aan de zuidzijde ligt het Jekerdal; aan de noordoostkant vormt de Jeker de grens met de buurt Jekerdal.
Biesland heeft circa 1.600 inwoners en behoort daarmee qua inwonertal tot de kleinere buurten in Maastricht. Het inkomensniveau is bovengemiddeld in vergelijking met andere Maastrichtse buurten. De werkloosheid ligt onder het gemiddelde, evenals het percentage bewoners dat afhankelijk is van een uitkering. Een meerderheid van de bewoners woont in koopwoningen, die relatief groot zijn.

## Geschiedenis
Ten noorden van Biesland en de huidige N278 (binnen het onderhavige gebied Tongerseweg genaamd) liep via Daalhof en de Brusselsestraat de Via Belgica, de belangrijke Romeinse heerweg van Gesoriacum (Boulogne-sur-Mer) naar Colonia Claudia Ara Agrippinensium (Keulen).
De naamgeving van de buurt gaat terug op het middeleeuws toponiem Biesland, waarbij 'bies' verwijst naar 'slecht'. Oorspronkelijk bestond het gebied tussen het riviertje de Jeker en de Tongerseweg uit moerasland, drassige weiden en akkerbouw tegen de heuvel: landerijen, die tot 1795 in handen waren van particulieren, het kapittel van Sint Servaas (het Sint Servaasbroek met bron) en de Stichting Lambert van Middelhoven (wijnberg Apostelhoeve). Boeren uit Biesland en omgeving, mogelijk ook uit het verderop over de Cannerberg gelegen Wilre (Wolder), bewerkten er de grond. Tevens waren aan beide zijden van de Jeker tal van watermolens gevestigd en werd mergel gewonnen uit onder meer de Apostelgroeve (onder de Apostelhoeve). 
Biesland viel tijdens de middeleeuwen en het ancien régime kerkelijk onder de parochie Wilre-Montenaken (nu Wolder/Maastricht en Vroenhoven, België). De balije Biesen van de Duitse Orde, gevestigd in de landcommanderij Alden Biesen en de commanderij Nieuwen Biesen, verkreeg er het patronaatsrecht in 1225 van Hendrik I, hertog van Brabant. Deze schenking hield in, dat de Duitse Orde een deel van de tienden ontving, een priester mocht aanstellen en ook voor het onderhoud van de kerkgebouwen verantwoordelijk was. Deze situatie bleef bestaan tot 1795, toen de balije Biesen door de Fransen werd opgeheven en ontbonden. Bestuurlijk behoorden het gehucht Biesland en het dorp Wolder in diezelfde perioden tot het graafschap van de Vroenhof, dat bestuurd werd vanuit de (niet meer bestaande) Hof van Lenculen aan de Tongersestraat. Vanaf 1200 was dit graafschap een Brabants leen.
De ligging vlak bij de stadsmuren en de gordel van vestingwerken van Maastricht betekende dat Biesland veelvuldig te maken had met belegeringen. In 2004 werd in een tuin aan de Picardenlaan een zevental menselijke skeletten gevonden, die bleken te dateren uit de tijd van het beleg van Maastricht (1579). Omstreeks 1962 zouden bij de bouw van het huis ook al twee skeletten zijn aangetroffen. Hoewel geen van de skeletten sporen van geweld vertoonden, mag worden aangenomen dat ze tijdens het beleg (door ziekte of ondervoeding?) zijn omgekomen. Mogelijk bevond zich op deze plek tijdens het beleg een veldhospitaal. De menselijke overblijfselen en andere vondsten (o.a. munten uit de jaren 1570 en een musketkogel) bevinden zich thans in de archeologische collectie van het Centre Céramique. Van een van de schedels werd een gelaatsreconstructie gemaakt, die in 2010 in het Centre Céramique was te zien.
Na de komst van de Fransen (1795) werd het gebied ingedeeld bij de gemeente Vroenhoven, hetgeen in 1815 bij de vorming van het Verenigd Koninkrijk der Nederlanden onveranderd bleef. Na de Belgische Opstand en de definitieve splitsing van Nederland en België in 1839 werd het opgenomen in de Nederlandse gemeente Oud-Vroenhoven, die vervolgens op 1 januari 1920 door Maastricht werd geannexeerd.

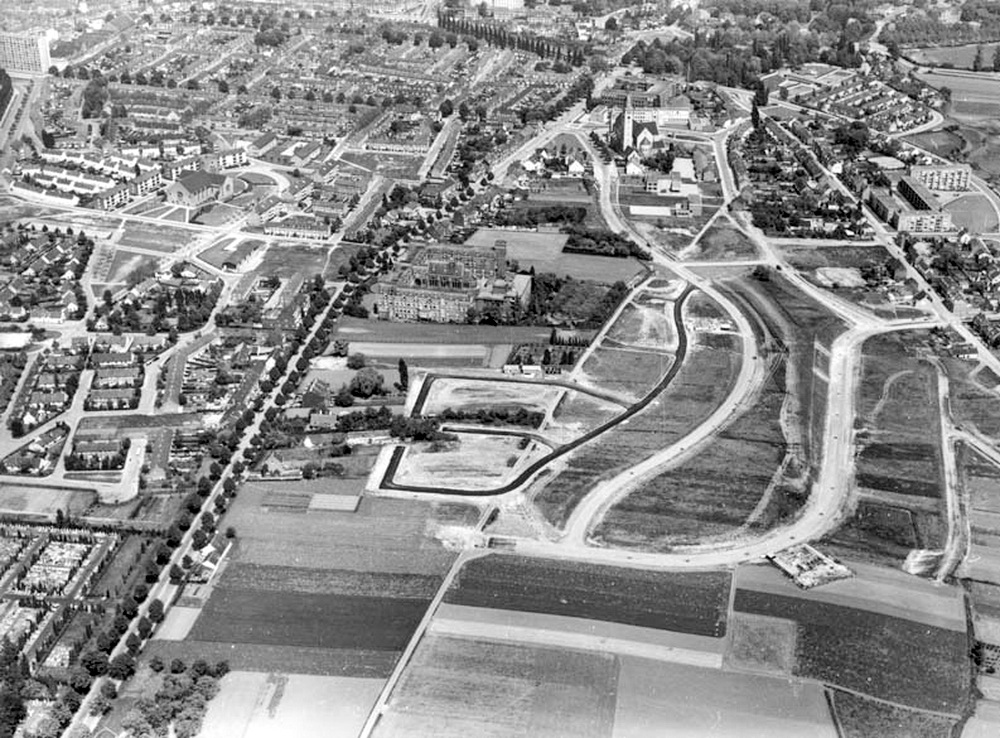
Aanleg van nieuwe straten in Biesland op een luchtopname uit 1963, o.a. Porthoslaan, Picardenlaan, D'Artagnanlaan, Aramislaan en Athoslaan. Links de Tongerseweg

Vanaf begin jaren 1950 ontstond in de huidige buurt Biesland (half)vrijstaande nieuwbouw langs de toen aangelegde Bieslanderweg (naamgeving 1951), een afkorting over het oude tracé van de uit 1896 daterende stoomtram naar het nu Belgische Kanne/Glons (lijn 484). Deze diende ter verlichting van het verkeer over de uit de middeleeuwen stammende, relatief smalle lintbebouwing van de Cannerweg. Bij de Jeker verrees op landerijen van de tuinder L.J.L.H. Wintgens en van het afgebroken negentiende-eeuwse hotel Aux Champs Elysées in de periode 1951-1955 een klein wijkje van drie straten met huurhuizen en villa's, ontworpen door de stadsarchitect Frans Dingemans. Langs enkele oude, horizontaal over de heuvel lopende karrenwegen en voetpaden legde men terrassen aan, die vervolgens merendeels bebouwd werden met vrijstaande woonhuizen en villa's. Daarbij werden de achtertuinen van huizen langs de nieuw gevormde Aramislaan soms door de eigenaren aan de dalzijde opgehoogd, hetgeen duidelijk is waar te nemen op de lager gelegen Picardenlaan. Sporadisch komt er hier en daar nog een enkele woning bij, recent bijvoorbeeld langs de noordelijke helling aan de kop van de Aramislaan (2018). Een enkele noord-zuid lopende verbindingsstraat en een achttal voetpaden voeren hier en daar over de helling omlaag in de richting van het dal.
In 1963 volgde de officiële naamgeving van de wijk, waarvan de straatnamen, voor zover zij geen oudere oorsprong hadden, alle gerelateerd zijn aan de roman De Drie Musketiers van Alexandre Dumas. De daarin voorkomende hoofdpersoon, de Franse musketier graaf d'Artagnan, heeft werkelijk bestaan en is in 1673 tijdens de belegering door de Franse koning Lodewijk XIV gesneuveld voor de Tongersepoort.

## Voorzieningen, recreatie

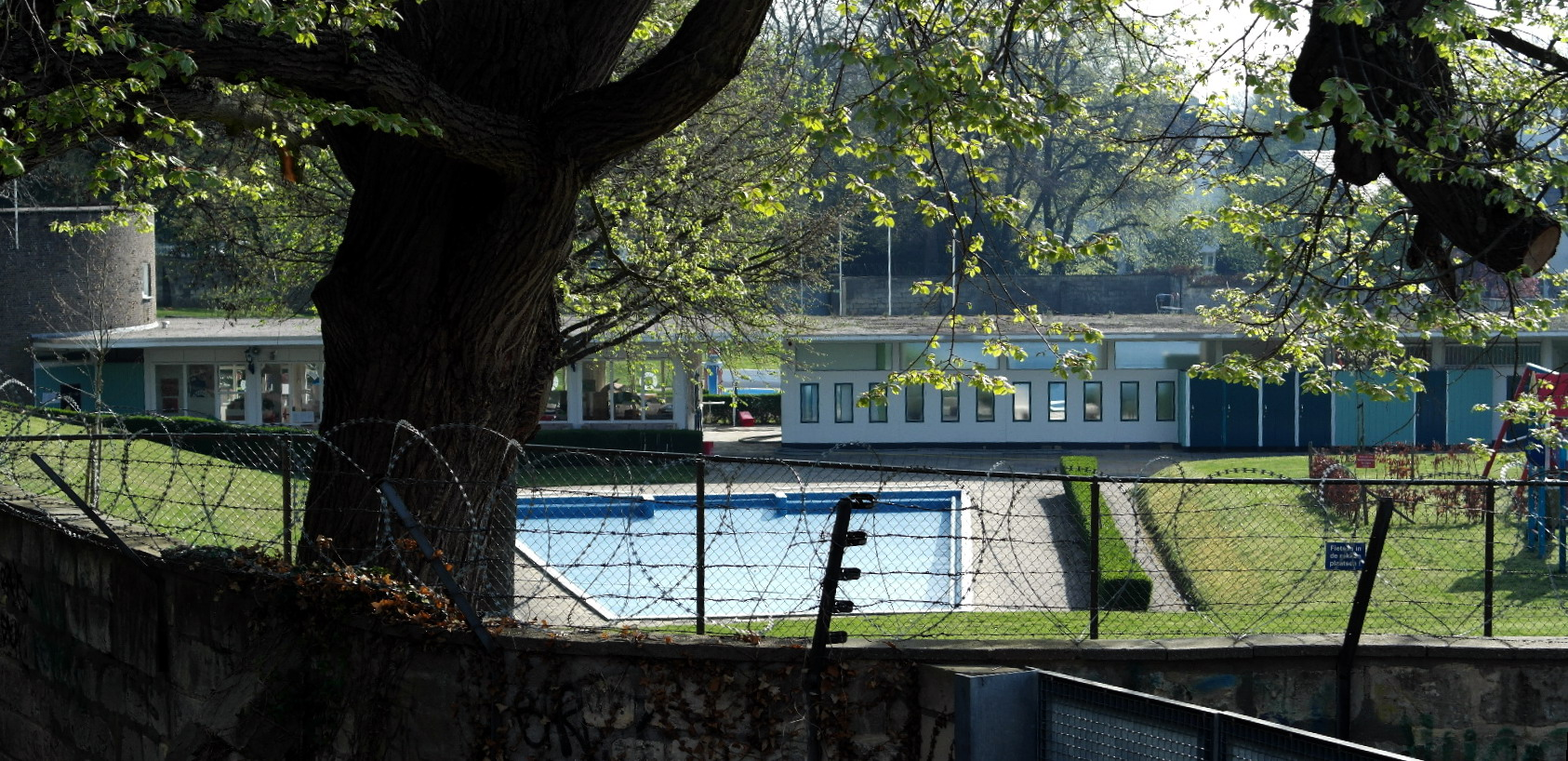
Zwembad Jekerdal (F. Dingemans, 1950)

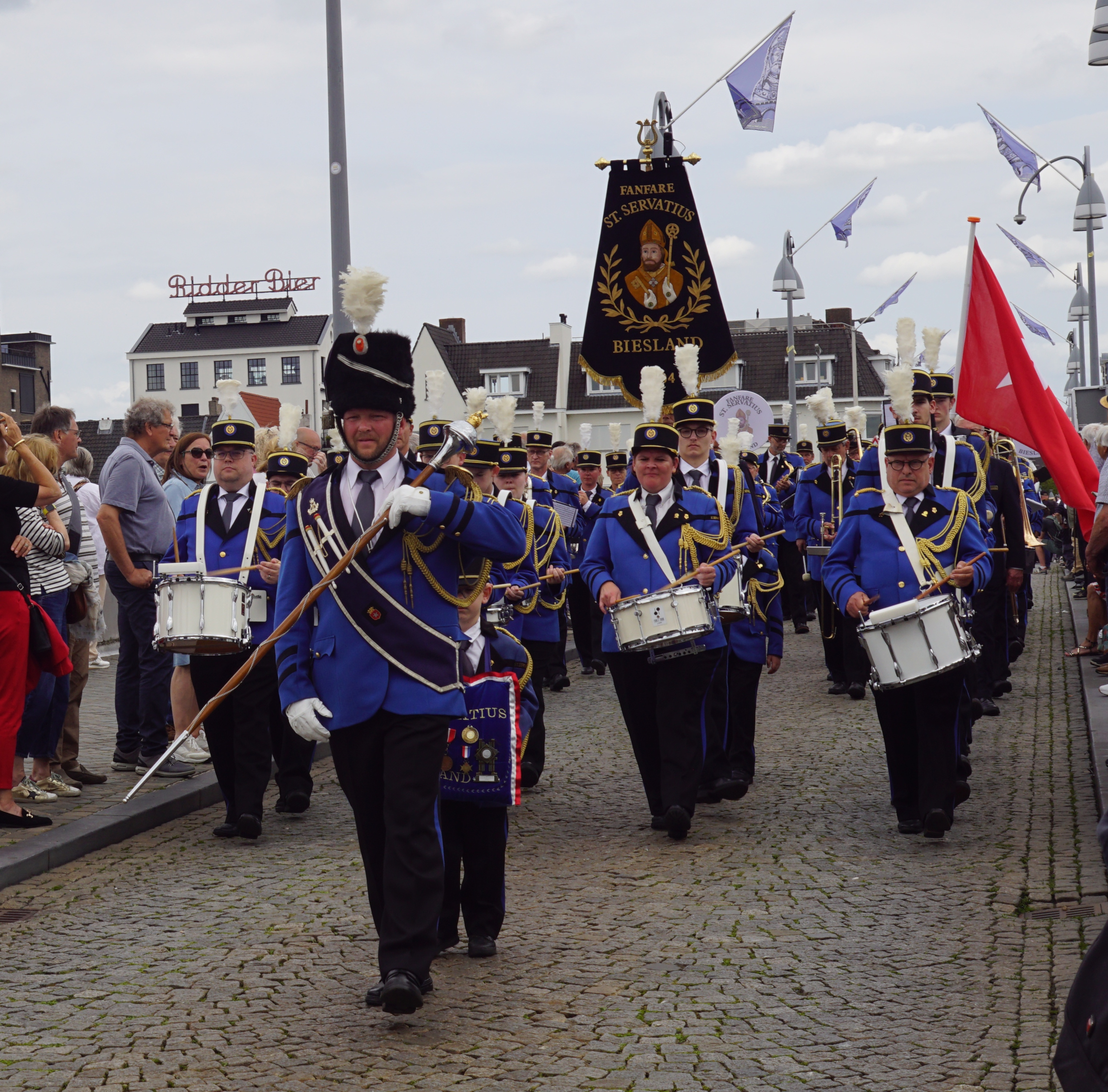
Fanfare St. Servatius van Biesland-Maastricht, opgericht in 1904, hier te zien in de eerste Ommegang van de Heiligdomsvaart van Maastricht in 2025.

De buurt telt enkele horecagelegenheden. Langs de Cannerweg bevindt zich een warme bakker en een Sushi afhaalrestaurant, maar supermarkt, drogist en andere bedrijven zijn gecentreerd samengebracht het Winkelcentrum Carré, op de parterre en in het souterrain van het oude fabrieksgebouw van de tabaksfabriek Philips aan de Tongerseweg 57. Ook zijn er enkele scholen, maar het Trichtercollege, de Bieslandse dépendance van het Bonnefanten College, sloot in 2014. De rooms-katholieke parochiekerk (Sint-Theresiakerk) is nog deels als zodanig in gebruik, maar is begin 2021 tevens herbestemd tot thuisbasis voor de Philharmonie zuidnederland. Het vroegere bejaardencentrum Sint-Gerlachus aan de Bieslanderweg/Cannerweg is opgeheven en na een grondige verbouwing in 2020-21 een appartementencomplex geworden (Residentie Gerlachus). Bij het Waldeckpark ligt het openluchtzwembad Jekerdal, dat door een besloten vereniging wordt beheerd.
Biesland beschikt over twee fraaie parken: het oudere Waldeckpark en het recentere Jekerpark, dat langs de oever van de Jeker is aangelegd. Aangezien het aan de rechter (oostelijke) zijde van de Jeker ligt, hoort het Jekerpark officieel bij de buurten Jekerdal (noordelijk deel) en Sint Pieter (zuidelijk deel). De huizen langs de Bieslanderweg en deels hoger gelegen, hebben daardoor vrij uitzicht over het Jekerdal.

## Architectuur en bezienswaardigheden
In het Waldeckpark bevindt zich het Waldeckbastion uit 1688-1690, een restant van de vestingwerken van Maastricht. Opdrachtgever was de vestingingenieur Daniël Wolff baron van Dopff. Langs de Cannerweg is nog een fragment van het lunet Drenthe uit 1776 bewaard gebleven. In 1925 werd hier het grafmonument van generaal Andries Jan Jacob des Tombe, de laatste opperbevelhebber van de vesting Maastricht, geplaatst. Een van de twee kanonnen die er staan opgesteld dateert uit 1810 en is in 1960 door de oud-ijzerhandelaar en miljonair H.E. Dotremont geschonken.
De imposante Sint-Theresiakerk uit 1933-'34 is gebouwd van Kunrader steen naar een ontwerp van Josef en Hubert van Groenendael. Ertegenover ligt de voormalige huishoudschool, eveneens ontworpen door Hubert van Groenendael. Een industrieel monument is de voormalige sigarenfabriek Philips aan de Tongerseweg, met oude fabrieksschoorsteen op het binnenterrein. De expressionistische baksteengevels uit 1921 zijn van de hand van architect Jacob London. Het gebouw doet na interne verbouwing sinds 2018 dienst als studentenhuisvesting (Carré Student Building); op de begane grond zijn enkele discountwinkels gevestigd. Verderop aan de Tongerseweg ligt de voormalige Kweekschool van de Broeders van de Onbevlekte Ontvangenis met een neoromaanse kapel (Tongerseweg 135), waarvan het interieur fraai beschilderd is door Franciscus Hermanus Bach. Het gebouw uit 1909, ook bekend als Trichtercollege, werd in de loop van 2014 opgegeven als onderwijslocatie en kreeg eveneens de bestemming studentenhuisvesting (Xior Student Housing, Residence Bonnefanten).
Aan de Champs Elyséesweg liggen fraaie landhuizen van onder anderen de architecten Willem Sandhövel, Frans Dingemans en Theo Teeken.
Ten zuiden van Biesland ligt de Sint-Servaasbron.

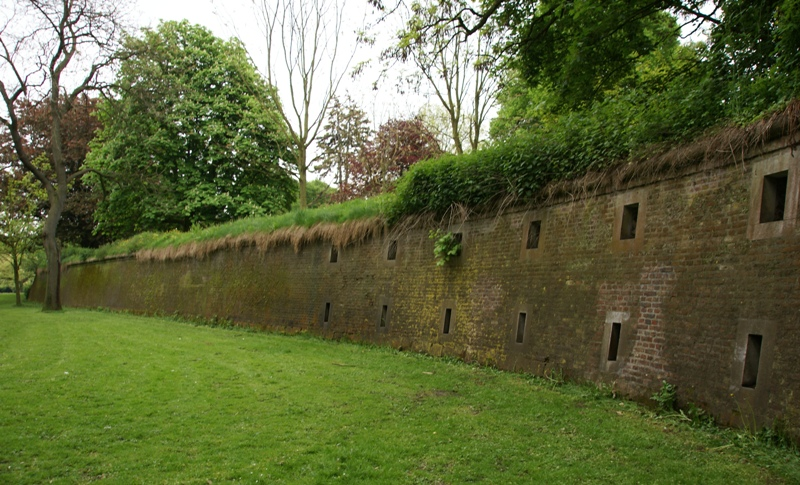
Bastion Waldeck
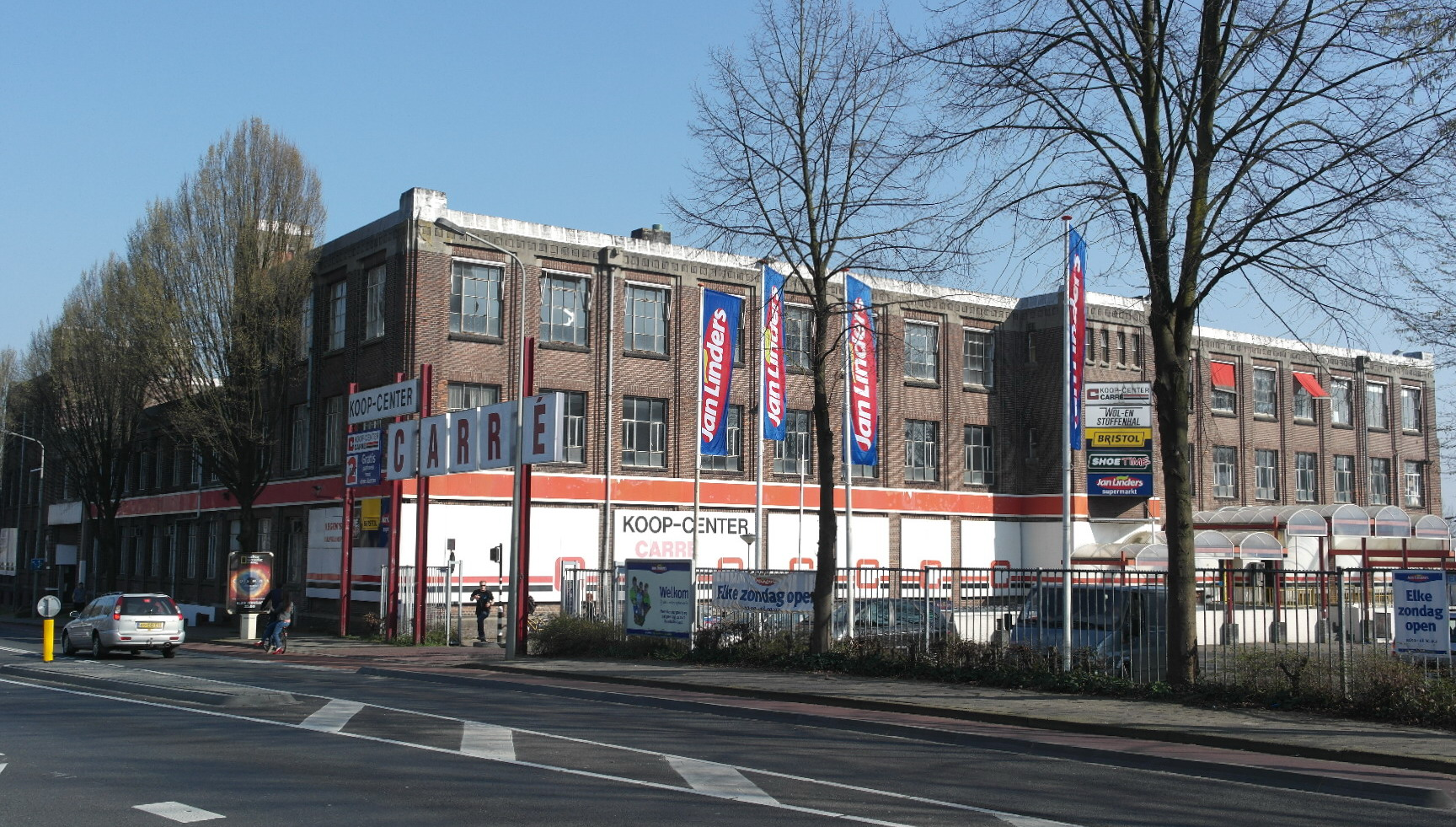
Philips tabaksfabriek
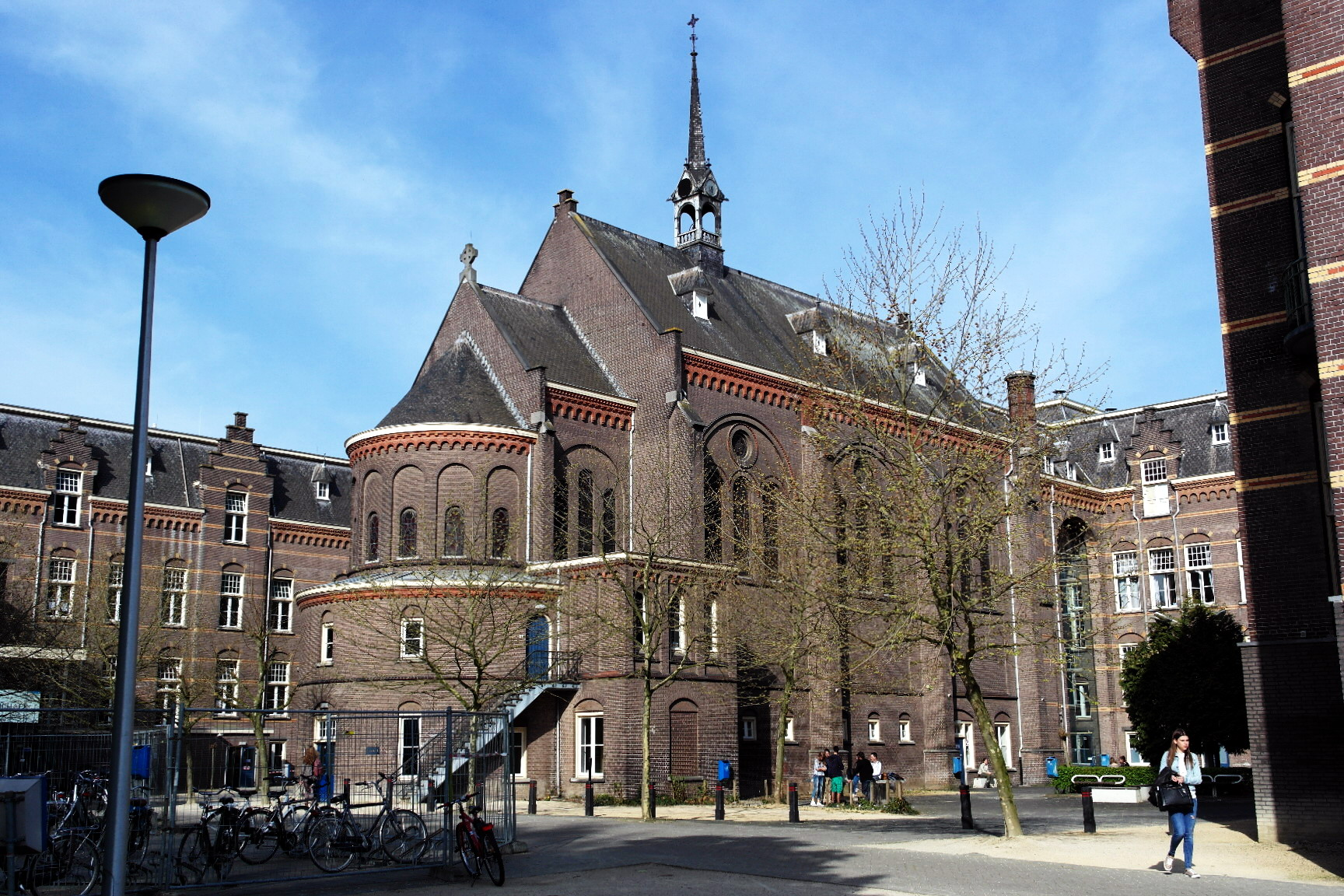
Kapel Trichtercollege
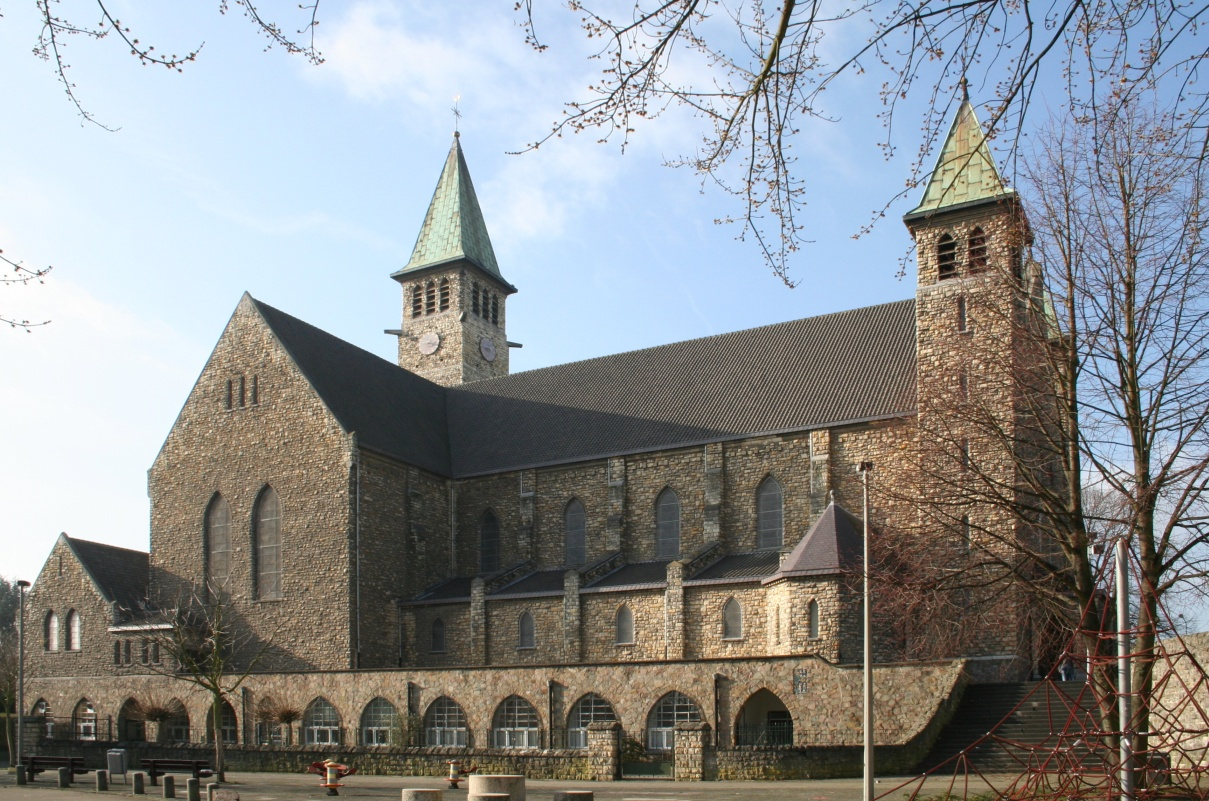
Sint-Theresiakerk